# آکاری کیتو
آکاری کیتو (鬼頭 明里 Kitō Akari, زادهٔ ۱۶ اکتبر ۱۹۹۴) یک خواننده و صداپیشه ژاپنی اهل استان آیچی مرتبط با پرو-فیت می‌باشد. وی فعالیت خود را در سال ۲۰۱۴ آغاز کرد، اولین نقش اصلی خود را در تایم بروکن ۲۴ (۲۰۱۶) بازی کرد، و از آن زمان تا کنون نقش‌های کبیره و اصلی بیشتری را از آن خود کرده‌است. نام مستعار وی آکارین می‌باشد. در اکتبر سال ۲۰۱۹، وی فعالیت خود را به عنوان یک خواننده انفرادی تحت پونی کنیون آغاز کرد.

## حرفه
وی همیشه فکر می‌کرد که روزی یک تصویرگر می‌شود، اما درست قبل از فارغ‌التحصیلی از دبیرستان، والدینش به وی گفتند که توانایی پرداخت هزینه تحصیلات دانشگاهی وی را ندارند و در عوض، وی باید برای بورسیه تحصیلی اقدام کند. از آنجا که وی در استان ایچی زندگی می‌کرد و این استان ۴ ساعت با توکیو فاصله دارد، مهاجرت به توکیو هرگز به ذهن وی خطور نکرد. بعد از این‌ها، وی تصمیم گرفت پول خود را هدر ندهد و در عوض آن تصمیم گرفت به توکیو نقل مکان کند تا تبدیل به یک صداپیشه شود زیرا وی هنوز جوان بود و می‌خواست یک چالش داشته باشد. یک یا دو سال بعد از نقل مکان به توکیو، مادربزرگ وی شدیداً به مرگ نزدیک بود. وی به دلیل همین موضوع و کمبود مشاغل و تماس‌های تستی، دائماً نگران وضعیت مالی خود بود. وی این دوران را دردناک‌ترین دوران زندگی خود می‌داند. وی به خودش می‌گفت که اگر به عنوان یک صداپیشه موفق نشود، در عوض یک تصویرگر می‌شود.

## زندگی شخصی
وی به دلیل تأثیرات پدرش در سنی پایین با انیمه، بازی و مانگا آشنا شد. وی در دبیرستان خود در کلاب لایت موزیک بود و دلیل اینکه نمی‌خواست برجسته باشد، باس زدن را انتخاب کرد، اما کمی بعد وی فهمید که نمی‌دانسته بقیه هم همین فکر را می‌کرده‌اند، بنابراین وی در عوض نقش وکالیست را بر عهده گرفت.